# Scymnodalatias garricki
La bruja de las Azores (Scymnodalatias garricki) es una especie muy poco común de escualiforme de la familia Somniosidae. Solamente se le conoce a partir del holotipo capturado al norte de las Azores.